# Войтас, Тадеуш
Тадеуш Войтас (пол. Tadeusz Wojtas; род. 8 февраля 1955, Пщулки, Поморское воеводство) — польский шоссейный велогонщик, выступавший на международном уровне в период 1976—1981 годов. Призёр ряда крупных международных соревнований на шоссе, двукратный серебряный призёр «Тура Польши», бронзовый призёр «Тура Австрии», обладатель серебряной медали польского национального первенства, участник летних Олимпийских игр в Москве.

## Биография
Тадеуш Войтас родился 8 февраля 1955 года в деревне Пщулки Поморского воеводства, Польша.
Занимался велоспортом в гмине Прущ-Гданьский, проходил подготовку в местном спортивном клубе «Нептуна».
Впервые заявил о себе в шоссейном велоспорте на международном уровне в сезоне 1976 года, когда успешно выступил в многодневных гонках в Венесуэле и Мексике. Помимо этого, впервые принял участие в «Туре Польши», став третьим на одном из этапов.
В 1977 году полностью проехал «Тур Британии», одержал победу на шестом этапе «Тура Польши».
В 1978 году вновь участвовал в «Туре Британии», на сей раз выиграл горную классификацию, стал шестым в комбинации, закрыл тридцатку сильнейших в генеральной классификации. При этом на «Туре Польши» занял второе место в общем зачёте, уступив только соотечественнику Яну Бжезному.
В 1979 году достаточно успешно выступил на «Туре Австрии», одержал победу на первом этапе и финишировал третьим в генеральной классификации. На «Туре Польши» в этот раз взял бронзу на восьмом этапе, был вторым в классификации горовосходителей.
В 1980 году выиграл серебряную медаль в групповой конке на шоссейном чемпионате Польши, пропустив вперёд Януша Пожака. Принял участие в Велогонке Мира, став третьим на девятом этапе и выиграв горную классификацию, а также вновь показал второй результат в генеральной классификации «Тура Польши» — на сей раз лучше него проехал другой соотечественник Чеслав Ланг. Добавил в послужной список победы на отдельных этапах многодневных гонок в Италии и Германии. Благодаря череде удачных выступлений удостоился права защищать честь страны на летних Олимпийских играх в Москве — боролся за медали в программе шоссейной групповой гонки, в итоге  пришёл к финишу пятым.
После московской Олимпиады Войтас ещё в течение некоторого времени оставался действующим спортсменом и продолжал принимать участие в различных международных соревнованиях. Так, в 1981 году он занял шестое место в генеральной классификации «Тура Словакии», стал третьим на перовом этапе «Тура Польши».